# Mašina za čišćenje pamuka
Mašina za čišćenje pamuka (енгл. cotton gin, skraćenica od engleskih reči cotton — pamuk i engine — mašina) je mašina koja brzo i lako razdvaja pamučna vlakna od njihovog semena, omogućavajući mnogo veću produktivnost od ručnog odvajanja pamuka. Vlakna se zatim prerađuju u razne pamučne proizvode kao što je kaliko, dok se neoštećeni pamuk uglavnom koristi za tekstile poput onih od kojih se pravi odeća. Izdvojeno seme se može koristiti za uzgaj pamuka ili za proizvodnju pamučnog ulja. Ova mašina smatra se jednim od pronalazaka koji su promenili svet.
Mnogo jednostavniji uređaj zvani „čarka”, sa ručnim valjcima, koristio se na Indijskom potkontinentu od oko 500. godine, a zatim i u drugim regionima. Indijski valjak s pužnim zupčanicima, izumljen negde oko 16. veka, i prema Lakvetu, ostao je praktično nepromenjen do danas. Savremeni mehanički pamučni džin stvorio je američki pronalazač Eli Vitni 1793, a patentirao ga 1794. godine.
Vitnijev džin koristio je kombinaciju žičane rešetke i malih žičanih kukica za provlačenje pamuka, dok su četke neprestano uklanjale labave pamučne dlake kako bi sprečile zaglavljivanje. To je revolucioniralo industriju pamuka u Sjedinjenim Državama, ali je takođe dovelo do porasta zastupljenosti ropstva na Američkom jugu, jer se potražnja za pamučnim radnicima brzo povećavala. Stoga je ovaj pronalazak identifikovan kao nehotični faktor koji je doprineo izbijanju Američkog građanskog rata. Savremeni automatizovani pamučni džinovi koriste višestruke cilindre i pile za čišćenje, i nude daleko veću produktivnost od svojih prekurzora na ručni pogon.
Eli Vitni je uz pomoć Katarine Grin izumeo je svoj pamučni džin 1793. godine. Na ovom projektu počeo je da radi nakon što se preselio u Džordžiju u potrazi za poslom, s obzirom na to da su farmeri nastojali da učine uzgoja pamuka profitabilnijim.

## Istorija
Pamučni džin sa jednim valjkom počeo je da se koristi u Indiji do 5. veka. Poboljšanje izumljeno u Indiji je džin sa dva valjka, poznat kao „čurka” ili „čarki”.

### Svrha
Pamučna vlakna se proizvode u semenskim mahunama („zrnima”) biljke pamuka, gde su vlakna („lint”) u zrnima blisko isprepletena sa semenjem. Da bi se vlakna učinila upotrebljivima, seme i vlakna moraju prvo biti odvojena, što je zadatak koji je prethodno obavljan ručno, pri čemu je proizvodnja pamuka zahtevala mnoge sate potrošene na odvajanje. Izumljeni su mnogi jednostavni uređaji za uklanjanje semena, ali sve do inovacije mašine za čišćenje pamuka većina je zahtevala značajnu pažnju rukovaoca i radili su samo u malom obimu.

### Prvi urđaji za čišćenje pamuka
Najraniji uređaji za čišćenje pamuka, zvani „čarka”, sastojali su se od jednog valjka od gvožđa ili drveta i ravnog komada kamena ili drveta. Najraniji dokazi o spravama za čišćenje pamuka pronađeni su na budističkim slikama u pećinama Ajanta u zapadnoj Indiji. Potiču iz petog veka i prikazuju spravu sa jednim valjkom. Ove prve sprave bile su teške za upotrebu i zahtevali su veliku veštinu. Za izbacivanje semena iz pamuka bez usitnjavanja semena bio je potreban uski valjak. Dizajn je bio sličan dizajnu mlinskog kamena, koji se koristio za mlevenje žita. Rana istorija sprava za čišćenje pamuka je nepotpuno razjašnjena, jer su arheolozi za pronađene delove verovatno smatrali da su drugi alati.
Između 12. i 14. veka u Indiji i Kini pojavili su se mehanizmi sa dva valjka. Indijska dvovaljčana verzija bila je zastupljena u čitavoj mediteranskoj trgovini pamukom do 16. veka. Ovaj mehanički uređaj se u nekim oblastima pokretan snagom vode.

### Mugulska Indija
Mehanizam sa valjkom s pužnim zupčanicima, koji je izumljen na Indijskom potkontinentu tokom rane ere Delhijskog sultanata od 13. do 14. veka, počeo je da se koristi u Mogulskom carstvu negde oko 16. veka, i još uvek se koristi na indijskom potkontinentu u današnje vreme. Još jedna novina, dodavanje drške mehanizmu, prvi put se pojavila negde tokom kasnog Delhijskog sultanata ili ranog Mogulskog carstva. Inkorporacija pužnog zupčanika i ručke u valjak mehanizma dovela je do znatnog proširenja proizvodnje indijskog pamučnog tekstila tokom Mugulske ere.
Prema pojedinim izveštajima, uz pomoć indijskog mehanizma za čišćenje pamuka (koji je zapravo pola mašina a pola alat) jedan muškarac i jedna žena bi mogli da očiste 28 kilograma pamuka dnevno. Sa modifikovanom Fobsovom verzijom, jedan muškarac i dečak mogli bi da proizvedu 250 kilograma dnevno. Ako bi se volovi koristili za pogon 16 takvih mašina, a rad nekoliko ljudi koristio za njihovo opsluživanje, oni su mogli da obrade onoliko pamuka za koliko je ranije bilo potrebno 750 ljudi.

## Literatura
- Lakwete, Angela (2003). Inventing the Cotton Gin: Machine and Myth in Antebellum America. Baltimore: The Johns Hopkins University Press. ISBN 9780801873942.
- Turner, Joseph Addison (1865). The Cotton Planter's Manual: Being a Compilation of Facts from the Best Authorities on the Culture of Cotton; Its Natural History, Chemical Analysis, Trade, and Consumption; and Embracing a History of Cotton and the Cotton Gin (на језику: енглески). Judd. стр. 273.
- „Cotton Corporation of India”. cotcorp.org.in. Приступљено 2021-02-24.
- Standardized Bales of Cotton: Hearing, Seventieth Congress, First Session, on S. 872, a Bill to Standardize Bales of Cotton and Requiring Sale of Cotton by the True Net Weight of Bale. May 16, 1928 (на језику: енглески). United States Congress Senate Committee on Agriculture and Forestry. U.S. Government Printing Office. 1928. стр. 100.
- Kumar, R. Senthil (2014-09-23). Process Management in Spinning (на језику: енглески). CRC Press. стр. 15, 16, 17. ISBN 978-1-4822-0836-8.
- admin (2022-01-28). „Yarn recovery: The He(art) of spinning”. Indian Textile Journal (на језику: енглески). Приступљено 2023-06-25.
- „Bale Opener - an overview | ScienceDirect Topics”. www.sciencedirect.com. Приступљено 2023-06-25.
- National Cotton Council of America, "U.S. Cotton Bale Dimensions Архивирано 6 октобар 2013 на сајту "
- „Cotton imports may rise four fold as record exports deplete stocks”. The Financial Express (на језику: енглески). 2012-09-21. Приступљено 2021-02-24.
- „Cotton - International Year of Natural Fibres”. 2011-09-03. Архивирано из оригинала 2011-09-03. г. Приступљено 2021-02-24.
- „Measurements - The Farm Hub - Textile Exchange”. farmhub.textileexchange.org. Архивирано из оригинала 14. 05. 2021. г. Приступљено 2021-02-25.
- „Conversion factors”. www.cottonguide.org. Архивирано из оригинала 16. 04. 2022. г. Приступљено 2021-02-25.
- „U.S. Cotton Fiber Chart - Bale Sizes”. Cotton Incorporated (на језику: енглески). Приступљено 2021-02-25.
- „ISO 8115:1986”. ISO (на језику: енглески). Приступљено 2021-02-25.
- „MCX traders can see cotton prices in candy too”. Business Standard India. Press Trust of India. 2017-04-09. Приступљено 2021-11-01.
- Vora, Rutam. „Cotton trade may soon have uniform unit of measurement”. @businessline (на језику: енглески). Приступљено 2021-02-24.
- „Cotton Rate, Today's Cotton Price in India: Cotton News on Economic Times”. The Economic Times. Приступљено 2021-02-25.
- Akroyd, H. David (2017-10-24). Agriculture and Rural Development Planning: A Process in Transition (на језику: енглески). Routledge. стр. 260. ISBN 978-1-351-96010-6.
- Kolanjikombil, Mathews (2018). The Substrates: Fibres, Yarn and Fabrics (на језику: енглески). Woodhead Publishing India Pvt Limited. стр. 21. ISBN 978-93-85059-90-2.
- The Classification of Cotton (на језику: енглески). United States Agricultural Marketing Service Cotton Division. U.S. Department of Agriculture. 1965. стр. 9.
- Morris, John; Wilkinson, F. W. (1897). The Elements of Cotton Spinning (на језику: енглески). Longmans.
- „History | About : Prattville, Alabama - PrattvilleAL.gov - Official Site of the City of Prattville”. City of Prattville, Alabama (на језику: енглески). Приступљено 2023-01-08.
- „Bajaj Steel Industries LTD – SINCE 1961” (на језику: енглески). Приступљено 2023-01-08.
- Record, Historic American Engineering. „Continental Gin Company, Prattville, Autauga County, AL”. www.loc.gov (на језику: енглески). Приступљено 2023-01-20.
- „Continental Gin Company, Prattville, Autauga County, AL”. Library of Congress. Приступљено 2019-07-10.
- Blood, Henry Ames (1860). The History of Temple, N. H. (на језику: енглески). G. C. Rand & Avery. ISBN 978-0-608-33971-9.